# Osteospermum rigidum
Osteospermum rigidum es una especie de planta floral del género Osteospermum, tribu Calenduleae, familia Asteraceae. Fue descrita científicamente por Dryand. ex Ait.
Se distribuye por África: Sudáfrica (en la provincia del Cabo).